# Дискретна геометрия
Дискретната геометрия и комбинаторната геометрия са клонове на геометрията, които изучават комбинаторните свойства и конструктивните методи на дискретни геометрични обекти. Повечето въпроси в дискретната геометрия включват крайни или дискретни набори от основни геометрични обекти, като точки, линии, равнини, кръгове, сфери, многоъгълници и т.н. Субектът се фокусира върху комбинаторните свойства на тези обекти, като например как се пресичат един друг или как могат да бъдат подредени, за да покрият по-голям обект.
Дискретната геометрия има голямо припокриване с изпъкнала геометрия и изчислителна геометрия и е тясно свързана с предмети като крайна геометрия, комбинаторна оптимизация, цифрова геометрия, дискретна диференциална геометрия, геометрична теория на графите, торична геометрия и комбинаторна топология.

## История
Въпреки че полиедрите и теселациите са били изучавани в продължение на много години от хора като Кеплер и Коши, съвременната дискретна геометрия води началото си от края на 19 век. Ранните изучавани теми са: плътността на кръговите опаковки от Туе, проективни конфигурации от Рей и Щайниц, геометрията на числата от Минковски и оцветяването на картата от Тейт, Хеууд и Хадуигер .
Ласло Фейес Тот, ХСМ Коксетер и Пол Ердос, полагат основите на дискретната геометрия.

## Теми

### Полиедри и многогранници
Многостенът е геометричен обект с плоски страни, която съществува във всеки общ брой размери. Многоъгълник е многостен в две измерения, многостен в три измерения, и така нататък по-високи размери (като например 4-многостен в четири размери). Някои теории допълнително обобщават идеята за включване на такива обекти като неограничени многогранници (апейротопи и теселации) и абстрактни политопи.
Следват някои от аспектите на многогранниците, изучавани в дискретната геометрия:
- Полиедрална комбинаторика
- Решетъчни политопи
- Полиноми на Ерхарт
- Теорема на Пик
- Хиршово предположение

### Опаковки, покрития и плочки
Опаковките, покритията и плочките са всички начини за подреждане на еднородни обекти (обикновено кръгове, сфери или плочки) по редовен начин върху повърхност или колектор.
Сферална опаковка е подреждане на не-припокриващи се области в рамките на съдържащ пространство. Разглежданите сфери обикновено са с еднакъв размер, а пространството обикновено е триизмерно евклидово пространство . Въпреки това, проблемите за опаковане на сфери могат да бъдат обобщени, за да се разгледат неравни сфери, n- мерно евклидово пространство (където проблемът се превръща в кръгово опаковане в две измерения или хиперсферно опаковане в по-високи измерения) или до неевклидови пространства като хиперболично пространство.
Мозайка на плоска повърхност е облицовка на равнина, използвайки един или повече геометрични форми, наречени плочки, които няма припокриване и без пропуски. В математиката теселациите могат да бъдат обобщени до по-високи измерения.
Специфичните теми в тази област включват:
- Кръгови опаковки
- Сферични опаковки
- Предположение на Кеплер
- Квазикристали
- Апериодични плочки
- Периодична графика
- Правила за крайно подразделение